# 岩月村
岩月村（いわつきむら）は福島県耶麻郡にあった村。現在の喜多方市岩月町各町にあたる。

## 地理
- 山：上ノ山、高曽根山、大桧沢山、大森山
- 河川：田付川

## 歴史
- 1889年（明治22年）4月1日 - 町村制の施行により、耶麻郡橿野村、宮津村、入田付村、大都村および喜多方町の一部（稲村）の区域をもって成立。
- 1954年（昭和29年）3月31日 - 耶麻郡喜多方町、上三宮村、熊倉村、慶徳村、関柴村、豊川村、松山村と新設合併し喜多方市が発足。同日岩月村廃止。

## 交通

### 道路
- 米沢街道、大峠道路（現・国道121号）